# Dichrogaster alternans
Dichrogaster alternans là một loài tò vò trong họ Ichneumonidae.